# 保安厅
保安厅是曾经存在过的日本行政机关。1952年（昭和27年）8月1日至1954年6月30日，为统括警察预备队和海上警备队而创立。防卫厅（现在的防卫省）的前身。
为了维护日本的和平和秩序，保护人命和财产，管理和运营保安队和警备队，并进行相关事务，同时进行海上的警备救难事务。